# Gouvernement Rogier II
 (février 2025).
Si vous disposez d'ouvrages ou d'articles de référence ou si vous connaissez des sites web de qualité traitant du thème abordé ici, merci de compléter l'article en donnant les références utiles à sa vérifiabilité et en les liant à la section « Notes et références ».
Royaume de Belgique
De Decker Frère-Orban I
Le gouvernement Rogier II est un gouvernement libéral qui gouverna la Belgique du 9 novembre 1857 jusqu'au 21 décembre 1867. Le chef du gouvernement, Charles Rogier était également Ministre de l'Intérieur.

## Composition
| Ministère                        | Nom                  | Parti   |
| -------------------------------- | -------------------- | ------- |
| Ministre des Affaires étrangères | Adolphe de Vrière    | Libéral |
| Ministre de l'Intérieur          | Charles Rogier       | Libéral |
| Ministre de la Justice           | Victor Tesch         | Libéral |
| Ministre des Finances            | Walthère Frère-Orban | Libéral |
| Ministre des Travaux publics     | Joseph Partoes       | Libéral |
| Ministre de la guerre            | Édouard Berten       | Libéral |

Le 26 octobre 1861, Charles Rogier prit le portefeuille des Affaires étrangères et céda celui de l'Intérieur à Alphonse Vandenpeereboom. Ce dernier eut en outre à trois reprises, le portefeuille de la Guerre par intérim.  